# Haitianisch-nicaraguanische Beziehungen
Die Haitianisch-nicaraguanischen Beziehungen beschreiben das bilaterale Verhältnis zwischen der Republik Haiti einerseits und der Republik Nicaragua andererseits.
Beide Länder sind Mitglieder der Vereinten Nationen und der 2011 gegründeten Gemeinschaft der Lateinamerikanischen und Karibischen Staaten (CELAC).

## Geschichte
Haiti erlangte die Unabhängigkeit von der früheren Kolonialmacht Frankreich bereits im Jahr 1804, während Nicaragua bis zum Jahr 1838 Teil der Zentralamerikanischen Konföderation früherer Kolonien Spaniens war und dann staatlich unabhängig wurde.
Beide Länder nahmen am 6. August 1952 diplomatische Beziehungen auf.
Im August 1953 stattete der nicaraguanische Präsident Anastasio Somoza García Haiti einen Staatsbesuch ab und wurde vom dortigen Präsidenten Paul Eugène Magloire empfangen.
Nicaragua ist ein Ziel illegaler Migration von Haitianern, die versuchen, über Mittelamerika in die Vereinigten Staaten und nach Kanada zu gelangen. Im Oktober 2023 untersagte die Regierung Haitis Charterflüge von Port-au-Prince nach Nicaragua. Angesichts der Krise im Land hatten seit August des Jahres 260 Flüge stattgefunden, die rund 31.000 Migranten transportierten. Obwohl die Kosten für einen solchen Flug pro Person zwischen 3000 und 5000 US-Dollar lagen, sprach die Tatsache, dass Nicaragua, anders als grundsätzlich festgelegt, bei Einreise von Wirtschaftsflüchtlingen kein Visum verlangte, für diese Option. Es wurde diskutiert, dass die linksgerichtete Regierung von Nicaragua mittels der Migranten Druck auf die Vereinigten Staaten ausüben wollte und diese aus diesem Grund ihren Einfluss in Haiti geltend gemacht hatte, um die Flüge zu unterbinden.